# Goth

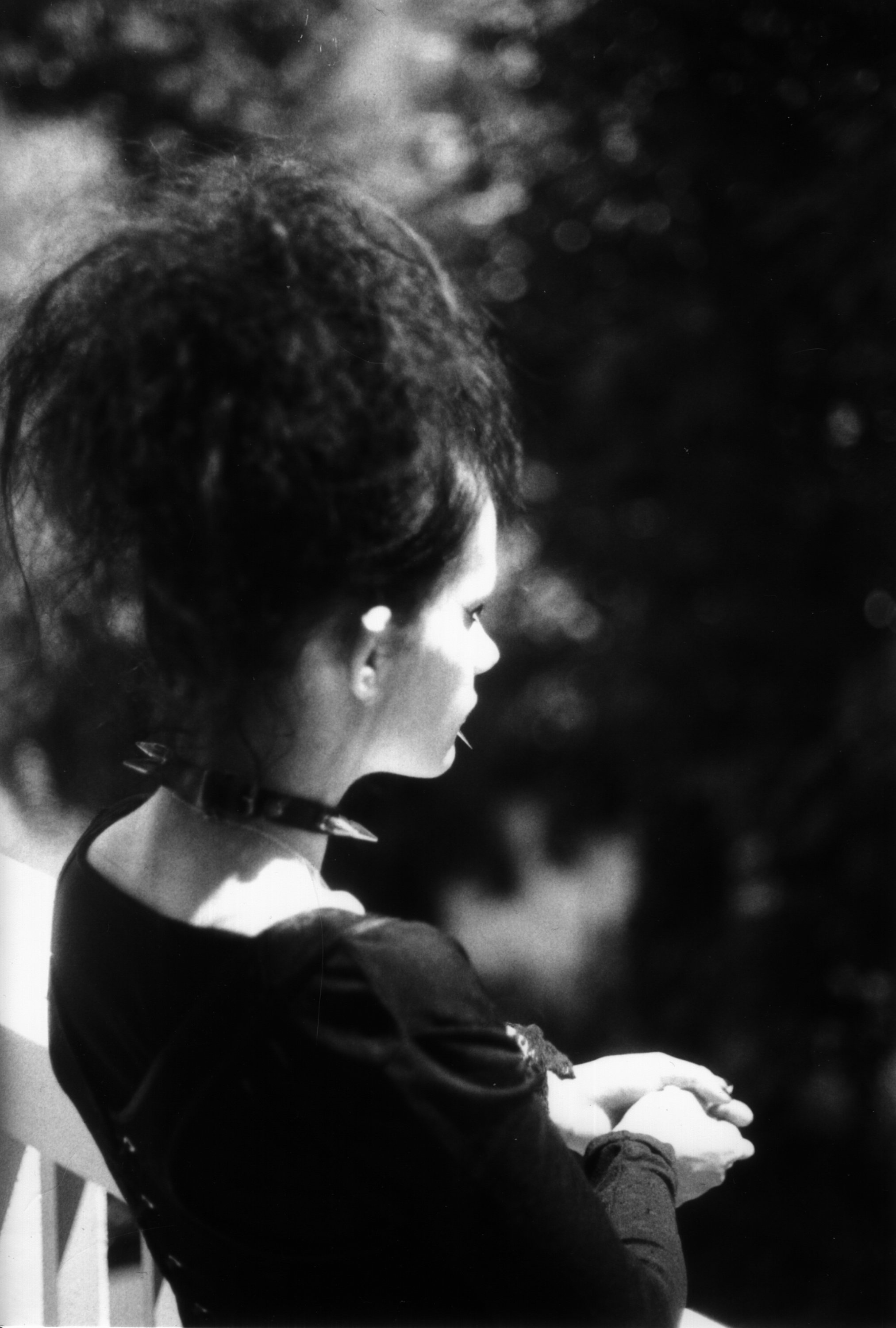
Ghoterska

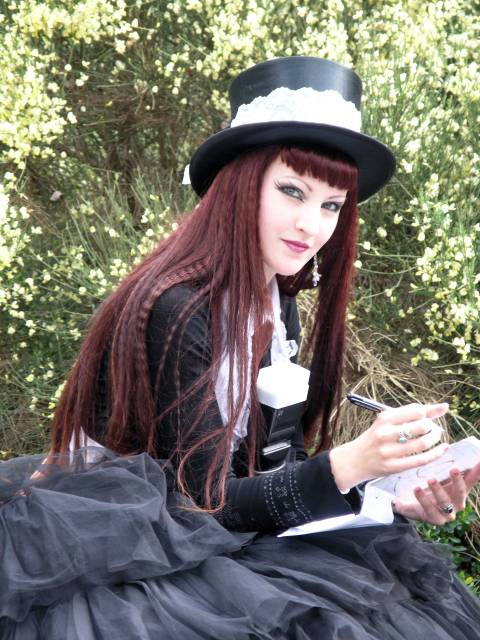

Goth är en musikgenre och politiskt/religiöst obunden musikbaserad kultur sprungen ur punken som i sin tur är indelad i flera subgenrer. Anhängarna till denna genre brukar kallas gothare, av engelska: goths, taget från gothic, den engelska benämningen på gotiken, därav även uttalat /gottare/ på svenska. Typiskt för genren är (ofta överladdad) symbolism och känslor.

## Historia
Gothens historia börjar i 1970-talets England. Genren delar ursprung med punken, och framförallt postpunk. Band som The Damned, Siouxsie and the Banshees, Danielle Dax och Joy Division var föregångare i genren men senare utvecklades den renare gothmusiken; Bauhaus anses vara det första band som inte kan klassas som annat än ren goth, då låten Bela Lugosi's Dead från 1979 av många anses vara den första rakt igenom genuina gothlåten i historien.
Öppnandet av Batcave i London sommaren 1982 skapade en ny scen och grogrund för gothens spridning. I både tex. England och Tyskland är "batcaver" likt "grufties" ett etablerat begrepp, då främst gällande någon som anknyter till de tidiga gothbanden.
Numera (1990-2000-tal) finns många undergenrer till gothen, bl.a. "cybergoth", som dock inte alltid räknas in som en del av gothkulturen utan snarare som en blandning och vidareutveckling av goth och synth. Vissa undergenrer har hamnat utanför gothscenen i något av ett ingenmansland.

## Klädstil
Gothare är oftast klädda i mörka färger, med svart som dominerande inslag (mörkt lila, blått eller rött är vanligt som inslag i en i övrigt svart klädedräkt). Klädstilen är ofta androgyn, att se gothare av båda kön i smink, kjol, krås eller spets är inte ovanligt.
Gothmodet går dock i trender, det som varit populärt i Sverige under 2000-talet har varit Batcave-retro, det vill säga en stil som är snarlik punkstilen, men med tillhörande gothelement, exempelvis bandtröjor med gothband, myggjagare, och bredare tuppkammar. Piercingar är relativt vanligt vilket lär vara ett arv från punken.
Klädstilen gothic lolita har lånat in en del från gothen, men har förutom en del klädelement inte mycket mer gemensamt då dessa kulturer annars är helt skilda åt.
Vanliga attribut är kängor eller myggjagare, platåskor, kjolar, skinnjackor, sammet och dramatisk sminkning. Långt och färgat hår som är modifierat på ett eller annat vis är inte heller ovanligt. Ofta kan det vara det tuperat eller ställt till en s.k mohawk eller deathhawk (det är en ordlek på Amerikas motsvarighet till gothscenen: deathrock). 
Vilket utseende som är vanligast tycks variera mellan olika länder. I Sverige tycks mycket vara lånat från punken, medan i tex. Tyskland är "grufties" och gothare som antagit stilen new romance (som utseendemässigt lånat mycket från den gotiska epoken inom konst och sömnad) dominerande. Kreativitet (se DIY) är något som ligger många gothare om hjärtat genom sitt arv från punken, och det kan vara svårt att se skillnad på punkare och gothare. Även klädstilen fashioncore kan tyckas snarlik i vissa fall.
En scen som ofta förknippas med goth just på grund av stilen är industrial, detta är dock mer generellt sett som en synthgenre.

## Musik
Stilen är, liksom i de flesta andra subkulturer, främst definierad genom sin musik. Tidiga band var Siouxsie and the Banshees, Joy Division, Bauhaus m. fl. senare kom undergenrer som dark wave (till exempel Clan of Xymox) och gothrock, där det förmodligen mest kända gothbandet kommer in i bilden, The Sisters of Mercy. Musikaliskt så utmärker sig den tidiga gothen av en framträdande bas och skramliga gitarrer. Många gamla gothverk hämtar även inspiration från minimalism. Den idag utbredda gothrocken som följer i the Sisters of Mercys spår känns igen på den vanligtvis mörka mansrösten och mer fokus på ett standardrocksound.
I Sverige började det hela som postpunk där texterna ofta, men inte alltid, var dystopiska och gav en negativ syn på framtiden, vilket även gav musikstilen alternativnamnet depprock. Band som kan nämnas här är Blue for Twos tidiga skivor, Cortex, Brända Barn, i viss mån Imperiet och många fler.
Näraliggande stilar är: punk samt new wave. 
Många band som har vissa uttrycksmässiga likheter i val av estetik benämns ofta felaktigt i media som goth på grund av otillräckliga kunskaper i ämnet. Exempel på sådana band är The 69 Eyes, Moonspell och Theatre of Tragedy. Dessa band har ingen förankring med den riktiga gothen då de helt enkelt hör till andra musikgenrer, även om tex. liknelser med goth i bandmedlemmarnas utseenden förekommer. 
Gothic metal är trots namnet ingen undergenre till goth, snarare en undergenre till metal, men vissa band som faller under denna kategori har lånat in element.
Ofta benämns Marilyn Mansons musik som goth, mestadels på grund av utseendet, men musiken i sig har inte många likheter med den riktiga gothmusiken.

## Litterär inspiration
Litterärt hämtar gothen inspiration ur klassiska skräcknoveller, likheten i stämning med gotisk litteratur var det som gav genren dess namn. Författare som Bram Stoker (Dracula), Sheridan Le Fanu (Carmilla), Anne Radcliffe (Udolphos mysterier) och Mary Shelley (Frankenstein) är vanliga favoriter, ofta tillsammans med moderna författare som Ray Bradbury, Anne Rice (Vampyrkrönikan) och John Ajvide Lindqvist.
Edgar Allan Poe är ett ofta återkommande namn samt H.P. Lovecraft som är oerhört älskad.

## Rollspel
Rollspel är också vanligt förekommande i gothkulturen. Vanliga favoriter är spel med romantiska och ockulta inslag, till exempel Kult, Mage och Vampire: The Masquerade. (Det sistnämnda spelas också i lajvformat.)

## Goth i media
Gothkulturen har i media porträtterats på många olika sätt genom åren.
Mest regelrätt som musikgenre/stil har Tim Burton porträtterat gothare genom många år.
I filmer som Beetlejuice, The Nightmare Before Christmas, Batman, Mars Attacks! och Edward Scissorhands samt i Sweeney Todd, finns gothelement med både högt och lågt, och det är inte så oväntat att gothare överlag gillar Tim Burtons filmer.
Då goth ofta förknippas med "tyngre" musik, så misstas ofta band som Evanescence, HIM, många metalband m.fl. felaktigt för att tillhöra gothscenen, trots att de inte har något gemensamt med gothmusikens sound.
I den tecknade komediserien South Park finns en grupp gothare, som gillar att hänga på kyrkogården, röka cigaretter, skriva dikter och lyssna på "blauhaus" och "Skippy Puppy" (med referens till Bauhaus, och Skinny Puppy).
Huvudfiguren i den norska serien Nemi räknas som gothare, fastän hon nästan helt, om inte uteslutande, tycks lyssna på metal.
Filmen The Hunger (med bland andra David Bowie) öppnar med att Bauhaus står i en bur på en gothklubb och spelar Bela Lugosi's Dead.
TV-programmet Kobra (SVT) sände 2005 ett specialinslag om gothkulturen.
Helgon.se är ett community med tydlig goth-profil.
Nickelodeon sänder programmet Danne Fantom där Dannes kärlek och tjejkompis är gothare.
Rollfiguren Abby Sciuto i TV-serien NCIS är gothare.

## Gothflagga

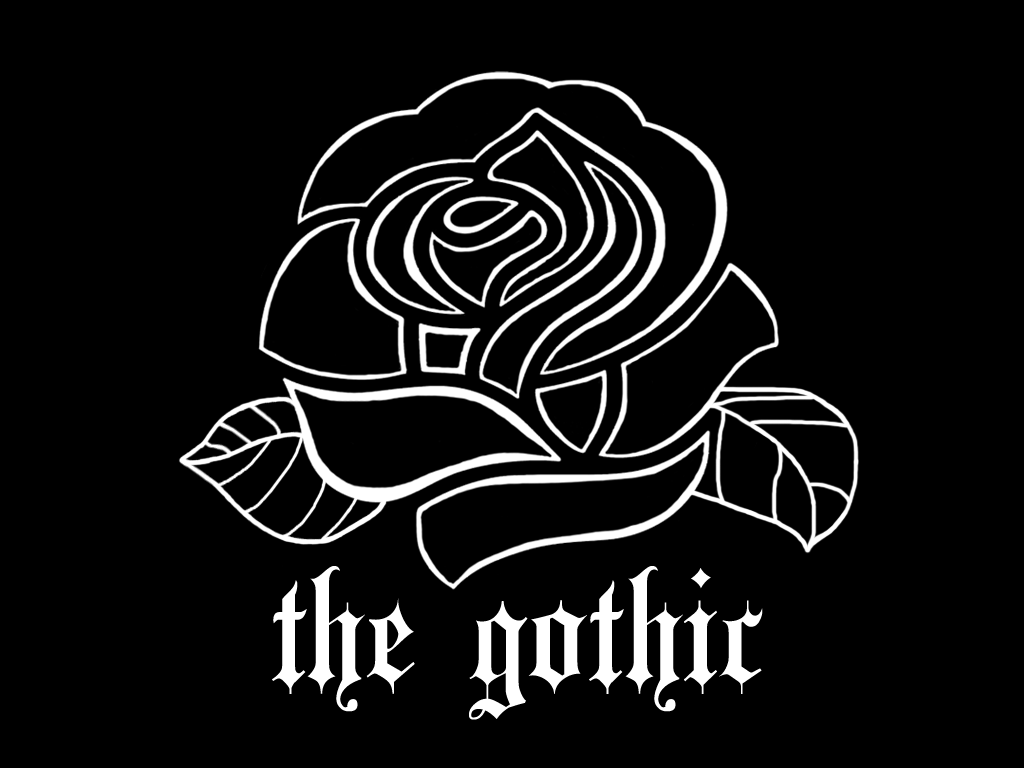
Gothflaggan som den är föreslagen.

Det har föreslagits en flagga för rörelsen, som ännu inte är vexillologiskt accepterad. Den skapades den 28 november 2010.
Symbolen på flaggan är: svart blomma, med underliggande texten "The gothic" i typsnittet gotiskt, båda i vitt på svart bakgrund. Idén kommer från Frankrike.